# پاناگیوتیس رتسوس
پاناگیوتیس رتسوس (یونانی: Παναγιώτης Ρέτσος؛ زادهٔ ۹ اوت ۱۹۹۸) بازیکن فوتبال اهل یونان است.
از باشگاه‌هایی که در آن بازی کرده‌است می‌توان به باشگاه فوتبال المپیاکوس اشاره کرد.
وی همچنین در تیم‌های ملی فوتبال زیر ۲۱ سال یونان، و یونان بازی کرده‌است.